# Choito neesan omoide yanagi
Choito neesan omoide yanagi (チョイト姐さん思い出柳) è un film del 1952 diretto da Kōzō Saeki.
Uscito in Giappone il 4 settembre del 1952, fu sceneggiato dallo stesso regista Kōzō Saeki, ed ha tra gli interpreti principali Fukuko Sayo, Tadao Takashima e Chieko Seki.
La pellicola non è mai stata distribuita in Italia.